# Eulemur rufifrons
Eulemur rufifrons is een zoogdier uit de familie van de maki's (Lemuridae). De wetenschappelijke naam van de soort werd voor het eerst geldig gepubliceerd door Edward Turner Bennett in 1833. Eulemur rufifrons werd ook wel beschouwd als dezelfde soort (junior synoniem) als de roodkopmaki (E. rufus), maar uit DNA-onderzoek uit 2003 bleek dat dit een aparte soort is.

## Beschrijving
Eulemur rufifrons behoort tot de wat grotere soorten echte maki's. Er is wat verschil tussen het mannetje en het vrouwtje. Het mannetje heeft een grijsbruine vacht op de rug en is lichter op de buik en de borst. Het gezicht en de spitse snuit zijn zwart met rond de ogen lichte vlekken. Het vrouwtje heeft een lichtere, grijze vacht, geen zwart op de kop en geen rood haar boven op de kop.
Een volwassen Eulemur rufifrons heeft een kop-romplengte van 35 tot 48 cm, een staartlengte van 45 tot 55 cm en een lichaamsgewicht van 2,0 tot 2,8 kg.

## Leefgebied
Eulemur rufifrons leeft in bergbossen en regenwouden in het oosten tot op een hoogte van 1670 m boven de zeespiegel en ook in de drogere bossen in het westen van Madagaskar (zie kaartje).
Het is een bosbewoner die die zich kan aanpassen in andere type leefgebieden. Eulemur rufifrons leeft in familiegroepjes, bestaande uit 4 tot 17 exemplaren, gemiddeld 9 individuen. In 2007 werd de dichtheid geschat op 23,9 individuen/km²..

## Bedreigingen
De Eulemur rufifrons is kwetsbaar door aantasting van zijn leefgebied door zwerflandbouw (slash-and-burn), omzetting van bos in weidegronden, het verzamelen van brandhout en illegale houtkap. Ook wordt er op deze maki gejaagd. De afname wordt geschat op 30% in 24 jaar (dat is 8% afname per generatie, 1% per jaar). Daarom staat de Eulemur rufifrons als kwetsbaar op de internationale rode lijst.